# قانون خاص
قانون خاص (لاتین: Lex specialis) یک دکترین در حقوق ملی و بین‌المللی است که به تفسیر قوانین می‌پردازد. نام این دکترین از عبارت لاتین Lex specialis derogat legi generali (به فارسی:  قانون خاص اقوی به قانون عام است) گرفته شده و بیان می‌دارد هرگاه در یک موقعیت دو قانون مختلف احکامی جداگانه صادر کرده باشند آن حکمی ارجحیت دارد که به آن موضوع خاص پرداخته باشد و قانونی که به طور کلی حکم کرده باشد اجرا نمی‌شود.
در حقوق بین‌الملل اجرای این دکترین در مورد هنجارهای بنیادین، گرچه عام باشند، پذیرفته نیست.